# Санчес, Ренсо
Ре́нсо Са́нчес Вейга́ (исп. Renzo Sánchez Veiga; род. 17 февраля 2004, Роча) — уругвайский футболист, нападающий клуба «Насьональ».

## Клубная карьера
Санчес — воспитанник клуба «Насьональ». 18 октября 2022 года в матче против «Серрито» он дебютировал в уругвайской Примере. В своём дебютном сезоне Санчес стал чемпионом Уругвая.

## Международная карьера
В 2023 году в составе молодёжной сборной Уругвая Санчес принял участие в молодёжном чемпионате Южной Америки в Колумбии. На турнире он сыграл в матчах против сборных Колумбии, Эквадора, Чили, Боливии, Парагвая, Бразилии и дважды Венесуэлы.

## Достижения
Клубные
 «Насьональ»
- Победитель уругвайской Примеры (1) — 2022